# Pseudobunaea irius
Pseudobunaea irius är en fjärilsart som beskrevs av Fabricius 1793. Pseudobunaea irius ingår i släktet Pseudobunaea och familjen påfågelsspinnare. Inga underarter finns listade i Catalogue of Life.